# Lustrochernes ariditatis
Lustrochernes ariditatis är en spindeldjursart som först beskrevs av Chamberlin 1923.  Lustrochernes ariditatis ingår i släktet Lustrochernes och familjen blindklokrypare. Inga underarter finns listade i Catalogue of Life.